# Deathconsciousness
Deathconsciousness (estilizado DEATHCONSCIOUSNESS) é o álbum de estreia da banda norte-americana Have a Nice Life, lançado pela Enemies List Home Recordings. O álbum é duplo; o primeiro CD é intitulado "The Plow That Broke the Plains" e o segundo, "The Future". Em 2009, uma reedição do álbum foi lançada em vinil e para download digital. O selo The Flenser anunciou uma nova reedição, com data de lançamento prevista para setembro de 2014.

## Arte do álbum
A capa do álbum é uma parte da pintura La Mort de Marat (em português, "A Morte de Marat"), de Jacques-Louis David, que retrata a morte do revolucionário francês Jean-Paul Marat. O encarte é, na verdade, um livreto de 75 páginas escrito por um historiador de Massachusetts, documentando a vida de um líder religioso e escritor italiano de nome Antiochus. Entre os assuntos tratados no livro, estão as obras de literatura, os seguidores de Antiochus e a perseguição religiosa sofrida por eles. Todos os temas são retratados também nas letras do álbum.

## Lista de faixas

### Disco um: "The Plow That Broke the Plains"
| N.º | Título                                                    | Duração |  |
| 1.  | "A Quick One Before The Eternal Worm Devours Connecticut" | 7:52    |  |
| 2.  | "Bloodhail"                                               | 5:40    |  |
| 3.  | "The Big Gloom"                                           | 8:07    |  |
| 4.  | "Hunter"                                                  | 9:45    |  |
| 5.  | "Telephony"                                               | 4:38    |  |
| 6.  | "Who Would Leave Their Son Out in the Sun?"               | 5:19    |  |
| 7.  | "There Is No Food"                                        | 4:00    |  |

### Disc two: "The Future"
| N.º | Título                                                | Duração |  |
| 1.  | "Waiting For Black Metal Records To Come In The Mail" | 6:17    |  |
| 2.  | "Holy Fucking Shit: 40,000"                           | 6:29    |  |
| 3.  | "The Future"                                          | 3:50    |  |
| 4.  | "Deep, Deep"                                          | 5:25    |  |
| 5.  | "I Don't Love"                                        | 6:13    |  |
| 6.  | "Earthmover"                                          | 11:28   |  |